# محمد خضير
محمد خضير هو قاصّ وروائي عربي عراقي ولد في البصرة عام 1942. يعد من أرفع كتّاب القصة القصيرة العربية مكانة أدبية بفضل تجربته الأدبية التي مالت الى المغايرة والتحديث. فقد كان سبّاقاً لتناول أشكال جديدة في كتابة القصة القصيرة وانفتاحها على الأجناس والفنون والأنواع الكتابية الأخرى كالتاريخ والموسيقى والعمارة. ينتمى الى جيل الستينات لكنه انفرد عنهم بالمغايرة والاختلاف. أهتم بالنقد الأدبي على نحو خاص وكتب فيه ثلاثة كتب هي "الحكاية الجديدة"، و"السرد والكتاب"، "والحديقة في الصيف" والتي ضمّت آراؤه وتأملاته وتجربته الخاصة في كتابة القصة القصيرة.
أثّر محمد خضير في الأجيال السردية التي جاءت بعده، بالأخص جيل السبعينات والثمانينات والتسعينات، وترك تراثه ونهجه في طرق أساليب مبتكرة تخلص القصة القصيرة من شكلها التقليدي تأثيراً واسعاً على كتاب عرب وعراقيين عدة لا تزال تعتبره أباً روحياً لها.
درس المراحل الابتدائية والمتوسطة والثانوية في البصرة ودخل دار المعلمين وتخرج منها عام 1961 ومارس التعليم في محافظة البصرة و ذي قار والديوانية مدة تزيد على الثلاثين عاماً. ظهرت أولى قصصه في مجلة (الاديب العراقي) عام 1962, ترجمت قصصه إلى اللغات العالمية منها الإنكليزية والروسية والفرنسية ونالت الجوائز عليها كجائزة سلطان العويس في الإمارات العربية المتحدة عام 2004, وجائزة القلم الذهبي من اتحاد الادباء والكتاب العراقية عام 2008, اشتهر على صعيد العالم العربي بعد نشره قصتي (الأرجوحة) و(تقاسيم على وتر ربابة) في مجلة الآداب البيروتية. تتميز الارجوحة انها تدعو الى نبذ الحرب و الاهمام بالاسرة و علينا ان يحب احدنا الاخر.

## الخصوصية الإبداعية
يرى الناقد الدكتور ثائر العذاري إن خضير "إيقونة السرد العراقية كونه مسكونا بالهم السردي من أن نشرت له مجموعته (في درجة 45 مئوي)" ويشير إلى أنه في هذه المجموعة أعلن عن هوسه بالفن والشكل والتقنيات بوصفها الأدوات الأنجع التي تجعل رسائل خضير عبارة عن تقنيات مدهشة كون القاص قادرا على كتابة قصص تكاد تكون خالية من الشخصيات البشرية بينما تأخذ الجمادات أدوار الشخصيات الرئيسة".
ويعد العذاري تجربة خضير بأنها" بداية مرحلة في تاريخ القصة العراقية" ويشير إلى أن من أجمل الوصفيات التي يمكن أن تطلق عليه أنه "ليس محض قاص يمتلك الحساسية المفرطة بجمال هذا الفن، بل هو قاص مثقف ومحترف، وهو أمر واضح في عمله.لا يكتب خضير إلا بعد أن يعكف على دراسة كل ما يتعلق بتقنيات القصة ومصطلحاتها" ويزيد "لم يزل باحثا دؤوبا عن الشكل كما لو كان يشعر أنه لم يصل إلى شكله المنشود بعد".
لم تكن تجربة خضير وليدة مرحلة محددة، بل أصبحت لها جذور وأثر وتأثير، كما يقول الناقد الدكتور عمار الياسري، الذي يصفها بأنها من التجارب المهمة وخاصة مع القصة القصيرة التي شهدت "تحولات بنيوية كبيرة مما جعله يتسيد بنية التجديد في السردية العراقية".
وفي هذا الإطار يرى الروائي المصري عبد النبي فرج في كتابة خضير أن لها سمات "تعبّر عن الولع باللغة الوصفية المتقنة، التي تعبّر عن مفهوم مبكّر للكتابة" ولهذا يصف كتاباته بأنه "يظلّلها مناخ كتابة ورؤى ومصائر وشخوص مختلفة".
وعن طريقته في الكتابة، يقول فرج "فيها خيط جوهري يربط كل هذه السرود في نسيج متّقن وغني" ويعبر عن هذه المناسبة بأنها "احتفاء بالمنجز السردي العربي كون السارد خضير أحد رموز الأدب العربي وصار اسمه أيقونة من أيقونات هذا الأدب" واصفا سردياته بأنها "توليفة شديدة التعقيد يمتح فيها من كل مصادر المعرفة باعتباره يمتلك ذهنا متوقدا وحواس مرهفة وخيالا من الأساطير، ليقدم لنا عملا سرديا باذخ الثراء".

## أعماله
مؤلفات محمد خضير (الطبعات الأولى)
_________
1. المملكة السوداء (قصص) _ وزارة الإعلام، بغداد ١٩٧٢
2. في درجة ٤٥ مئوي (قصص)_ وزارة الثقافة والفنون، بغداد ١٩٧٨
3. رؤيا خريف (قصص)_ دار أزمنة، عمّان ١٩٩٥
4. بصرياثا (صورة مدينة)_ دار الأمد، بغداد ١٩٩٣
5. الحكاية الجديدة (مقالات)_ دار أزمنة، عمّان ١٩٩٥
6. تحنيط (مختارات قصصية)_ دار عشتار، القاهرة ١٩٩٨
7. كراسة كانون (رواية) _ وزارة الثقافة، بغداد ٢٠٠١
8. حدائق الوجوه (قصص)_ دار المدى، دمشق ٢٠٠٨
9. السرد والكتاب (مقالات)_ دار الصدى، دبي ٢٠١٠
10. الرجل والفسيل (مقالات)_ مطبعة بلورة الجنوب، البصرة ٢٠١٢
11. أحلام باصورا (قصص)_ دار الجمل، بيروت ٢٠١٦
12. صدى صرخة (سيناريوهات ومسرحيات)_ المكتبة الأهلبة، البصرة ٢٠١٦
13. ما يُمسك ولا يُمسك (سيرة)_ دار المتوسط، ميلانو ٢٠١٧
14. رسائل من ثقب السرطان (مقالات)_ دار الرافدين، بيروت ٢٠١٧
15. تاريخ زقاق (مقالات في مئوية السرد العراقي)_ جامعة الكوفة ٢٠١٩
16. صحيفة التساؤلات (مختارات قصصية)_ دار عائدون، ٢٠٢٠
17. كتاب العقود (قصص)_ دار الجمل، بيروت ٢٠٢٠
18. المحجر (قصص)_ دار شهريار، البصرة ٢٠٢١
19. العشار (قصص)_ دار الرافدين، بيروت، ٢٠٢١
20. الحديقة في الصيف_ مقالات_ دار أهوار، بغداد ٢٠٢٢[3]

- ترجمت بعض من قصصه في سلسلة ترجمة الادب العربي الصادرة عن دار السياب لندن. 2010.